# جاده ۹۵ (ایران)
جاده ۹۵ مهم‌ترین جادهٔ شمال-جنوب در شرق ایران و طولانی‌ترین جاده ایران است. این جاده از مُلک‌آباد مشهد آغاز می‌شود و با عبور از تربت حیدریه، شادمهر (دوراهی کاشمر، بردسکن و خلیل‌آباد)، مهنه (دوراهی فیض‌آباد، بجستان و فردوس)، گناباد، قائن، بیرجند، سربیشه، نهبندان، زاهدان، خاش و ایرانشهر، در پایان به بندر چابهار و اقیانوس هند منتهی می‌گردد. طول این جاده ۱۵۲۶ کیلومتر است.